# Liste des maires d'Aire-sur-la-Lys
Cet article fait la liste des  mayeurs d'Ancien Régime puis des maires de la ville d'Aire-sur-la-Lys (Pas-de-Calais), de 1710 à nos jours, par ordre chronologique . 

## Liste des mayeurs de 1710 à 1790
| Période                                  | Période | Identité            | Étiquette | Qualité |
| ---------------------------------------- | ------- | ------------------- | --------- | ------- |
| Les données manquantes sont à compléter. |         |                     |           |         |
| 1710                                     | 1711    | de Vitry de Breucq  |           |         |
| 1711                                     | 1719    | G. Gaillard         |           |         |
| 1719 ]                                   | 1724    | de Mametz De Mailly |           |         |
| 1724                                     | 1727    | A. d'Assigny        |           |         |
| 1727                                     | 1733    | H. Van Rhemer       |           |         |
| 1733                                     | 1737    | L. de Brandt        |           |         |
| 1737                                     | 1740    | G. de Basselers     |           |         |
| 1740                                     | 1746    | A. de Geneviève     |           |         |
| 1746                                     | 1753    | Ch. de Bamast       |           |         |
| 1753                                     | 1769    | Ch. de Lencquesaing |           |         |
| 1769                                     | 1779    | J. Le Merlier       |           |         |
| 1779                                     | 1786    | M. Théry            |           |         |
| 1786                                     | 1790    | Ch. de Lencquesaing |           |         |

## Liste des maires depuis 1790

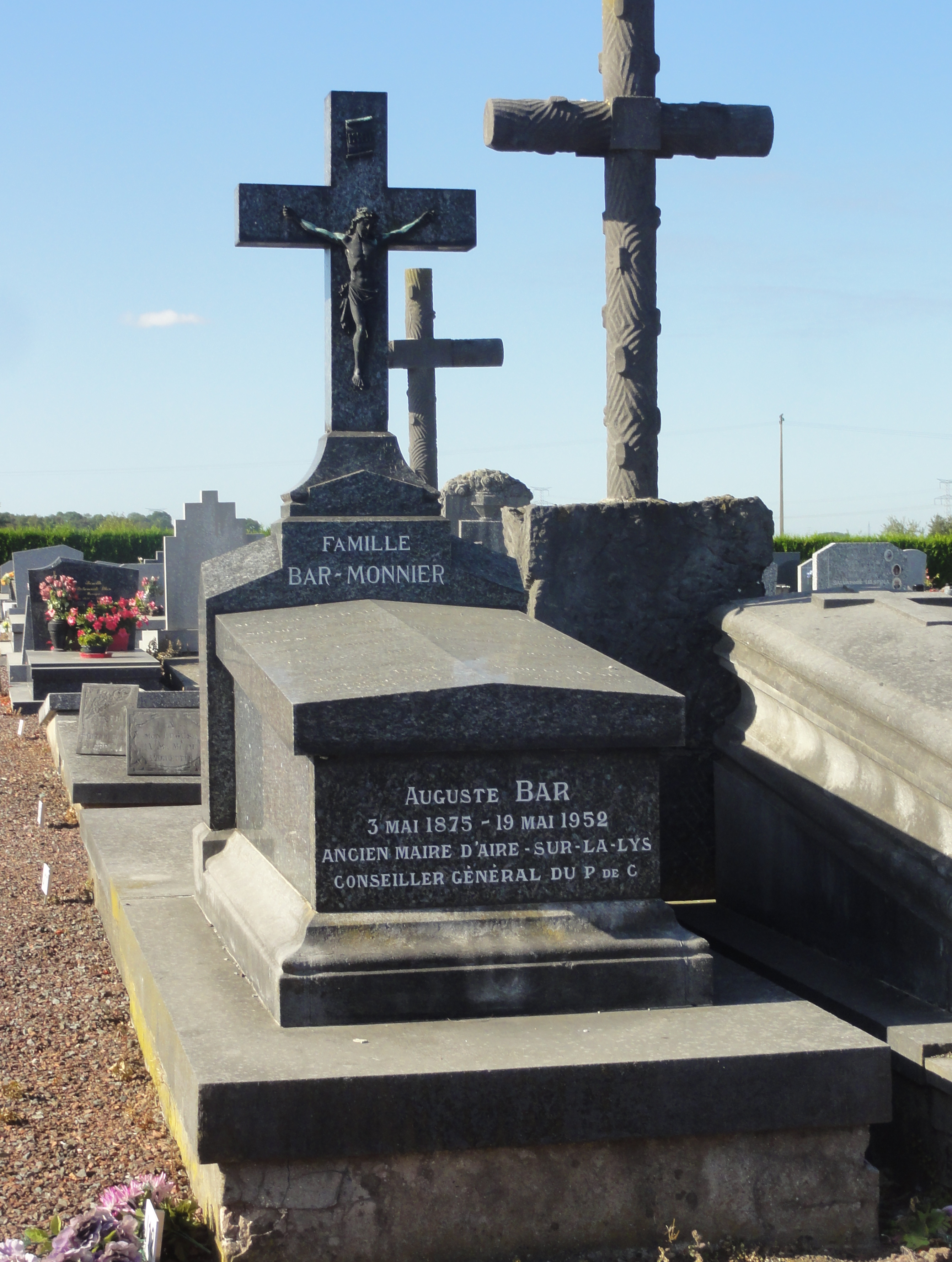
Tombe d'Auguste Bar au cimetière d'Orchies. Son père portant le même nom, maire d'Arleux, repose également dans cette tombe.

| Période   | Période                         | Identité               | Étiquette    | Qualité |
| --------- | ------------------------------- | ---------------------- | ------------ | --- |
| 1790      | 1791                            | J. Garson              |              | |
| 1791      | 1791                            | Bontemps               |              | |
| 1791      | 1792                            | Colpaert               |              | |
| 1792      | 1792                            | Lepage                 |              | |
| 1792      | An II                           | P. Colin               |              | |
| An II     | An III                          | N. Cattin              |              | |
| An III    | An V                            | J. Duval               |              | |
| An V      | An V                            | C. Clugniet            |              | |
| An V      | An V                            | A. Papegeay            |              | |
| An V      | An VI                           | B. Tharel              |              | |
| An VI     | An VII                          | Aug. Dellaleau         |              | |
| An VII    | An VIII                         | A. Martin              |              | |
| An VIII   | 1809                            | L. Deslions            |              | |
| 1809      | 1812                            | L. De La Vieville      |              | |
| 1812      | 1815                            | Ch. D’Halewyn          |              | |
| 1815      | 1830                            | Charlemagne Dallennes  |              | Conseiller général d'Aire-sur-la-Lys (1833 → 1842) |
| 1830      | 1832                            | Ad. Dellaleau          |              | |
| 1832      | 1832                            | N. Jouvet              |              | |
| 1832      | 1844                            | H. Mahieu-Milon        |              | |
| 1844      | 1847                            | L. D’Halewyn           |              | |
| 1847      | 1848                            | Ch. Duboile            |              | |
| 1848      | 1850                            | Hippolyte Mahieu-Milon |              | Propriétaire, négociant Conseiller général d'Aire-sur-la-Lys (1842 → 1852) |
| 1850      | 1851                            | E. Warenghem           |              | |
| 1851      | 1858                            | R. De Mazinghem        |              | |
| 1858      | 1867                            | E. Warenghem           |              | |
| 1867      | 1871                            | E. De Sars             |              | |
| 1871      | 1879                            | Théophile Lambert      |              | Notaire Conseiller général d'Aire-sur-la-Lys (1871 → 1883) |
| 1879      | 1881                            | Ch. Descamps           |              | |
| 1881      | 1884                            | André Faucquette       | Républicain  | Propriétaire Conseiller général d'Aire-sur-la-Lys (1888 → 1907) |
| 1884      | 1884                            | Baron Camille Dard     |              | |
| 1884      | 1888                            | H. Warenghem           |              | |
| 1888      | 1904                            | André Faucquette       |              | |
| 1904      | 1910                            | Baron Henry Dard       |              | Député (1902) |
| 1910      | 1921                            | Abel Delbende          | Droite       | Brasseur Conseiller général d'Aire-sur-la-Lys (1913 → 1921) Décédé en fonction |
| 1921      | 1945                            | A. Salomé              |              | |
| 1945      | 1945                            | E. Gosseau             |              | |
| 1945      | 1945                            | Auguste Bar            |              | Juge au Tribunal civil de Dunkerque Conseiller général d'Aire-sur-la-Lys (1931 → 1940) Nommé conseiller départemental par le Gouvernement de Vichy                                                                                       |
| 1947      | 1953                            | E. Gosseau             |              | |
| 1953      | 1971                            | Paul Blondel           | SFIO         | Employé aux aciéries d'Isbergues Conseiller général d'Aire-sur-la-Lys (1945 → 1970) |
| mars 1971 | mars 2001                       | François-Xavier Becuwe | RPR          | Commerçant Conseiller général d'Aire-sur-la-Lys (1970 → 2001) |
| mars 2001 | mars 2008                       | André Démaret          | RPR puis UMP | |
| mars 2008 | En cours (au 20 septembre 2021) | Jean-Claude Dissaux    | PS puis DVG  | Ingénieur en chef à la retraite Conseiller général puis départemental d'Aire-sur-la-Lys (2008 →) Président de la CC du Pays d’Aire (2008 → 2016) Vice-président de la CA du Pays de Saint-Omer (2017 → ) Réélu pour le mandat 2020-2026, |

## Compléments